# عقد (إب)

تعديل مصدري - تعديل

عقد هي إحدى قرى عزلة جبل معود بمديرية إب التابعة لمحافظة إب، بلغ تعداد سكانها 1471 نسمة حسب تعداد اليمن لعام 2004.
وتتميز القرية بموقعها الجغرافي حيث يحدها من الناحية  الشمالية (المنظر والعكفة) ومن الحنوبية (القبلي) ومن الناحية الغربية (المجمعة)ويحدها من الناحية الشرقية مدينة إب، وتتميز بوديانها الزراعية وتوجد بها سدود مائية اهمها سد (القهابي) والذي يرجح بانه من عهد سبأ وذي ريدان